# Rae Berger
Rae Berger (Ohio, 26 maart 1877 – aldaar, 9 november 1931) was een Amerikaanse acteur en regisseur in het begin van het tijdperk van de stomme film. Hij was getrouwd met actrice Mary Martin.